# Terkel i knibe (album)
 For alternative betydninger, se Terkel i knibe. (Se også artikler, som begynder med Terkel i knibe)
Terkel i knibe, egentligt Hva' snakker du om? - Arne fortæller... Terkel i knibe, er en humoristisk CD udgivet af komikeren Anders Matthesen i 2001. Albummet er en hørespil, der handler om drengen Terkel, der går i 6. klasse, og både Stewart Stardust og Arne Nougatgren, som indgår i Jul på Vesterbro, er bipersoner i fortællingen. Det blev udgivet som en slags to'er til albummet Hva' snakker du om? – Den ka' byttes Vol. 1 fra året før, men har ikke andet til fælles med det foregående end at Stewart Stardust også optræder på et par numre på dette. Albummet solgte 35.000 eksemplarer.
Ved Danish Music Awards i 2002 modtog albummet prisen "Årets Entertainment Udgivelse".
I 2004 blev albummet omskrevet og udgivet som animationsfilm under samme navn, der siden blev oversat til adskillige sprog. I den forbindelse blev albummet genudgivet som soundtrack med det ekstra nummer "Paranoia". I 2019 fik Terkel – The Motherfårking Musical premiere.

## Spor
1. "Den Nye Lærer" - 7:33
2. "Quangs Sang" - 3:37
3. "Festen" - 6:46
4. "I Anledning Af Beate Og Leons Bryllup" - 2:37
5. "Plageånder" - 6:20
6. "Hva' Med Dig Selv?" - 4:15
7. "Onkel Stewart" - 3:08
8. "Arne... Han Er For Cool!" - 2:57
9. "Forfulgt" - 7:24
10. "Salamanderturen" - 6:53
11. "Ta' Og Fuck Af!" - 3:09
12. "Terkel I Knibe" - 7:29
13. "Flugten" - 4:05
14. "Spørg Om Hjælp" - 2:22
15. "Rigtige Venner" - 8:19
16. "Paranoia" (bonustrack på soundtrack) - 5:33